# Lehmisaari (ö i Mellersta Finland, Äänekoski)
Lehmisaari är en ö i Finland. Den ligger i sjön Pyhäjärvi och i kommunen Konnevesi i den ekonomiska regionen  Äänekoski ekonomiska region  och landskapet Mellersta Finland, i den centrala delen av landet, 290 km norr om huvudstaden Helsingfors. Öns area är 0,7 hektar och dess största längd är 140 meter i nord-sydlig riktning.